# 达瓦 (类乌齐)
达瓦，男，中华人民共和国西藏自治区昌都市的地方干部、昌都市人大代表、全国脱贫攻坚先进个人。

## 生平
2014年时，类乌齐县县长达瓦兼任昌都市第一届人民代表大会第一次会议代表。其后，达瓦任类乌齐县委书记。因在脱贫攻坚战中作出突出贡献，2021年2月25日全国脱贫攻坚总结表彰大会上，达瓦被授予“全国脱贫攻坚先进个人”。
2021年6月初，昌都市多县调整领导干部任职。6月1日，达瓦调任江达县，任县委书记。时任江达县委书记的达瓦，为二级巡视员。

## 备注
1. ↑  中华人民共和国公务员体系中，二级巡视员为厅局级副职。达瓦的公务员级别高于他的任职。